# Fərhad Tahirov
Fərhad Tahirov (beim Weltschachbund FIDE Farhad Tahirov; * 12. April 1987) ist ein aserbaidschanischer Schachspieler.

## Leben
Fərhad Tahirov studierte Betriebswirtschaftslehre an der Technischen Universität Berlin. Er ist Inhaber einer Reiseagentur in Baku.

## Erfolge
Zwischen Juli 2000 und Januar 2003 gelang es ihm, seine Elo-Zahl um mehr als 300 Punkte auf Großmeister-Niveau zu erhöhen. In dieser Zeit spielt er viele Rating-Turniere in den russischen Städte Serpuchow, Moskau, Tula und Kursk. 2001 erhielt er den Titel Internationaler Meister (IM), seit November 2002 ist er Großmeister (GM). Seine Elo-Zahl beträgt 2452 (Stand: September 2021), er wird aber als inaktiv gewertet, da er seit dem 17. ZMD-Open in Dresden im Juli 2008 keine Elo-gewertete Partie mehr gespielt hat. Seine bisher höchste Elo-Zahl war 2583 von Juli 2003 bis September 2005.
Im Vereinsschach war er in Deutschland für den Lübecker SV und die Schachfreunde von 1891 Friedberg gemeldet. Beim Lübecker SV spielte er in der Saison 2002/03 mit der sechsten Mannschaft in der Bezirksliga Lübeck. 2006 spielte er einige Partien in der türkischen Liga. In der österreichischen 1. Bundesliga war er in der Saison 2006/07 für den ASVÖ Wulkaprodersdorf gemeldet, wurde aber nicht eingesetzt.